# آبشار کائتور
آبشار کائتور (به انگلیسی: Kaieteur Falls) آبشاری است که در گویان واقع شده و ارتفاع کلی ریزشگاه آن 741 feet/226 متر است.